# Otrokocs
Otrokocs (szlovákul: Otročok) község Szlovákiában, a Besztercebányai kerület Nagyrőcei járásában.

## Fekvése
Tornaljától 5 km-re északnyugatra, a Turóc bal partján fekszik.

## Története
1274-ben IV. László oklevelében „Atrachyk" néven említik először, de valószínűleg sokkal régebben alapították. 1277-ben Otrochyk fia Buhta és testvérei szerepelnek a Egri káptalan előtt tett nyugtában. 1291-ben „Otrochok" néven szerepel az írott forrásokban. 1391-ben, 1406-ban és 1409-ben Otrochok-i, 1410-ben Otrochek-i, 1449-ben pedig Otrochwk családbeliek szerepelnek. Nevét 13. századi birtokosáról, Atracsikról kapta.
A 18. század végén Vályi András így ír róla: „OTROKOCS. Magyar falu Gömör Várm. földes Urai több ott lakó nemes Uraságok, lakosai reformátusok, fekszik Bejének szomszédságában, hozzá 1/2 órányira Túrócz vize folytában, ’s Gothárd Úrnak rendesen épűlt kő házával, ’s kertyével díszesíttetik, réttye, ’s földgye termékeny, legelője, de kivált erdeje szűken vagyon, ellenben gyűmöltse sok, és hasznos, Jólsván 2 1/2, Rozsnyón 4 mértföldnyire van piatzozása."
1828-ban 77 házában 583 lakos élt. Lakói mezőgazdasággal, állattartással, szőlő és dohánytermesztéssel foglalkoztak.
A 19. század közepén Fényes Elek eképpen írja le: „Otrokocs, helység, Gömör vmegyében, rónaságon Lőkösháza és Beje köztt Tornallja felé vivő út mellett fekszik. Van a helység közepén reform. anyatemplom; a lakosok száma megy, mindnyájan magyarok. Van 28 majorsági telek, 12 zsellér, 256 hold erdő; szántóföldje egyre mindent, rétje sok és jó szénát terem, egy részét azonban a Thurócz vize beönti. Birja Gotthárd, Czékus, Beke és Adorján urakon kivül a ns Simon, Anderkó, Jakab, és Bátki család. Van a Thurócz vizén egy malma."
Gömör-Kishont vármegye monográfiájában pedig ezt olvashatjuk róla: „Otrokocs, (régen Otrocsok) a Túrócz-patak mellett fekvő magyar kisközség, 52 házzal és 213 ev. ref. vallású lakossal. 1449-ben Otrochwk alakban van említve egy akkori oklevélben, 1488-ban is Otthrochok a neve. Földesurai a Beke, Gotthard, Czékus, Adorján, Simon, Anderkó, Jakab és a Bátky családok voltak, most pedig Máriássy Barnánénak és Tomcsányi Istvánnak van itt nagyobb birtoka. A mult században a községben híres szőlő, gyümölcs és dohány termett. A községben négy úrilak van. A református templom 1827-ben épült. Ide tartozik Bozókháza puszta, mely már 1409-ben szerepel. A község postája Harkács, távírója és vasúti állomása Tornallya."
A trianoni békeszerződésig Gömör-Kishont vármegye Tornaljai járásához tartozott. 1938 és 1944 között újra Magyarország része.

## Népessége
| Év:            | 1994. | 2004.    | 2014.   | 2024.   |
| -------------- | ----- | -------- | ------- | ------- |
| Emberek száma: | 245   | 301      | 319     | 320     |
| Eltérés:       |       | +22,85 % | +5,98 % | +0,31 % |

| Év:            | 2023. | 2024.   |
| -------------- | ----- | ------- |
| Emberek száma: | 326   | 320     |
| Eltérés:       |       | -1,84 % |

1910-ben 210-en, túlnyomórészt magyarok lakták.
2001-ben 250 lakosából 181 magyar és 66 szlovák.
2011-ben 311 lakosából 213 magyar, 93 szlovák és 5 ismeretlen nemzetiségű.

## Nevezetességei
Református temploma 1815 és 1827 között épült klasszicista stílusban. Legbecsesebb műkincse egy 1680-ban készített reneszánsz kehely.

## Híres emberek
- Itt született 1648-ban Otrokocsi Fóris Ferenc teológiai és nyelvészeti író.
- Itt született 1715-ben Rotarides Mihály irodalomtörténész, teológus.

## Képtár

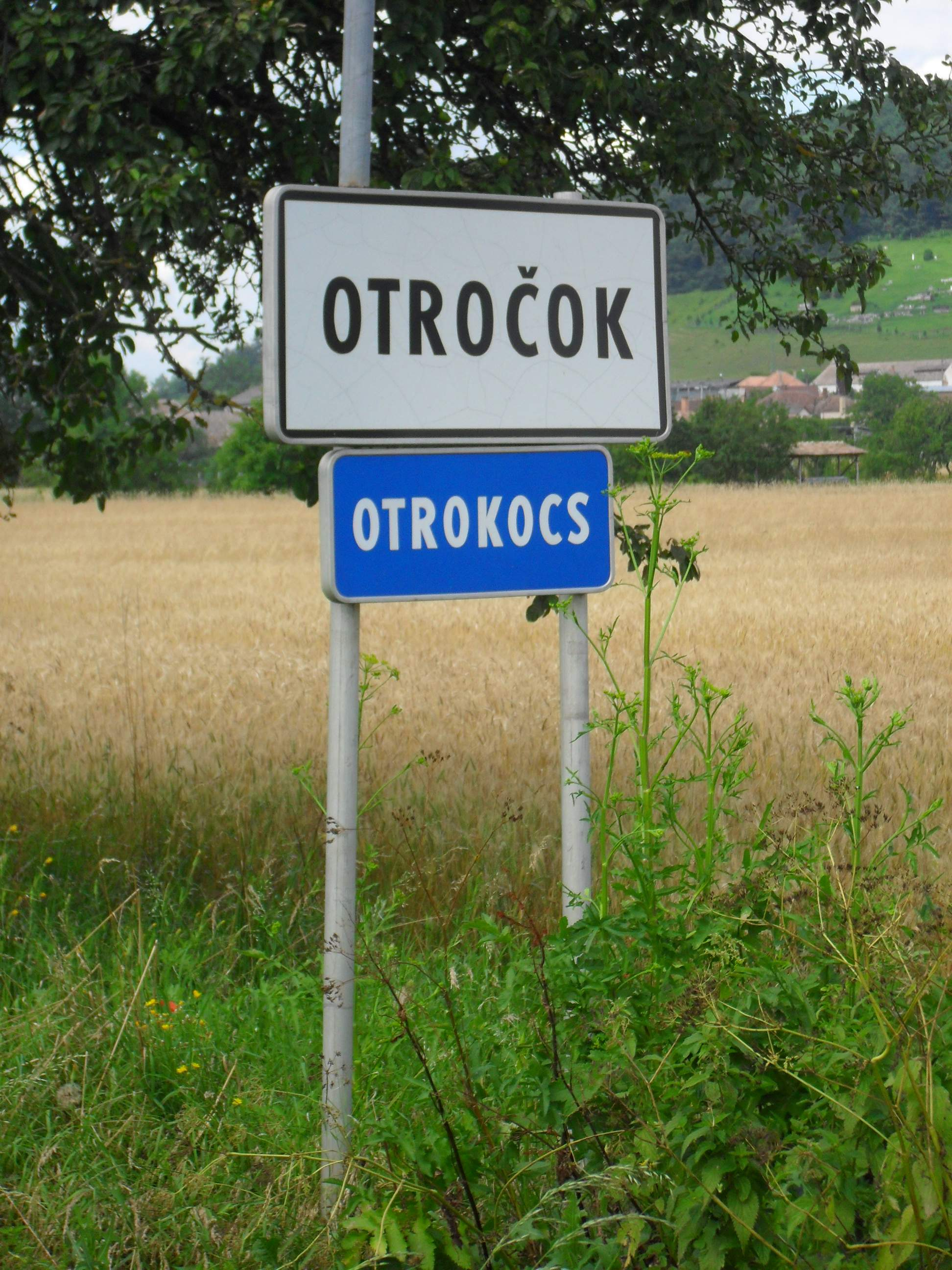
Kétnyelvű helységnévtábla
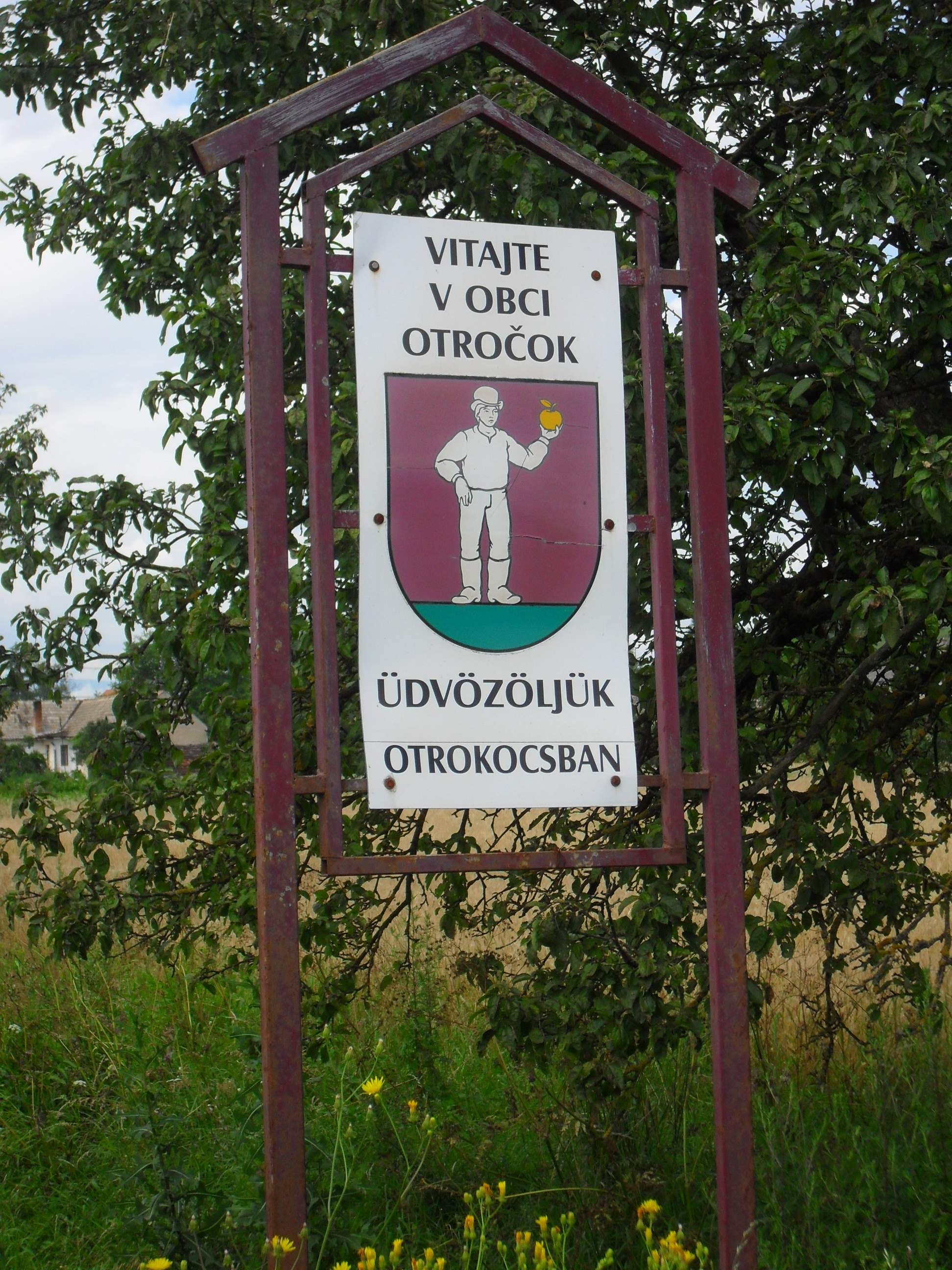
Címeres üdvözlőtábla
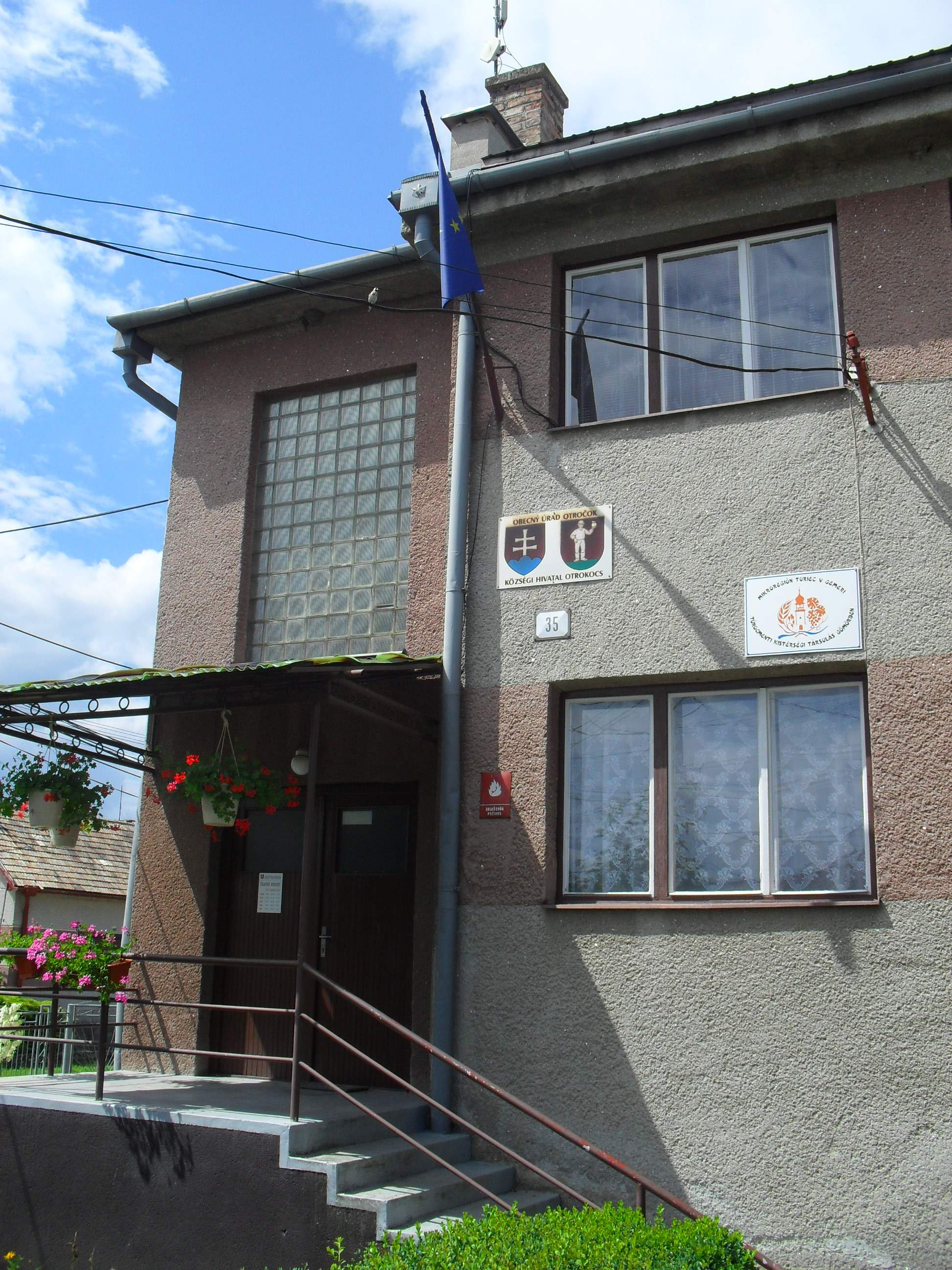
Községi hivatal
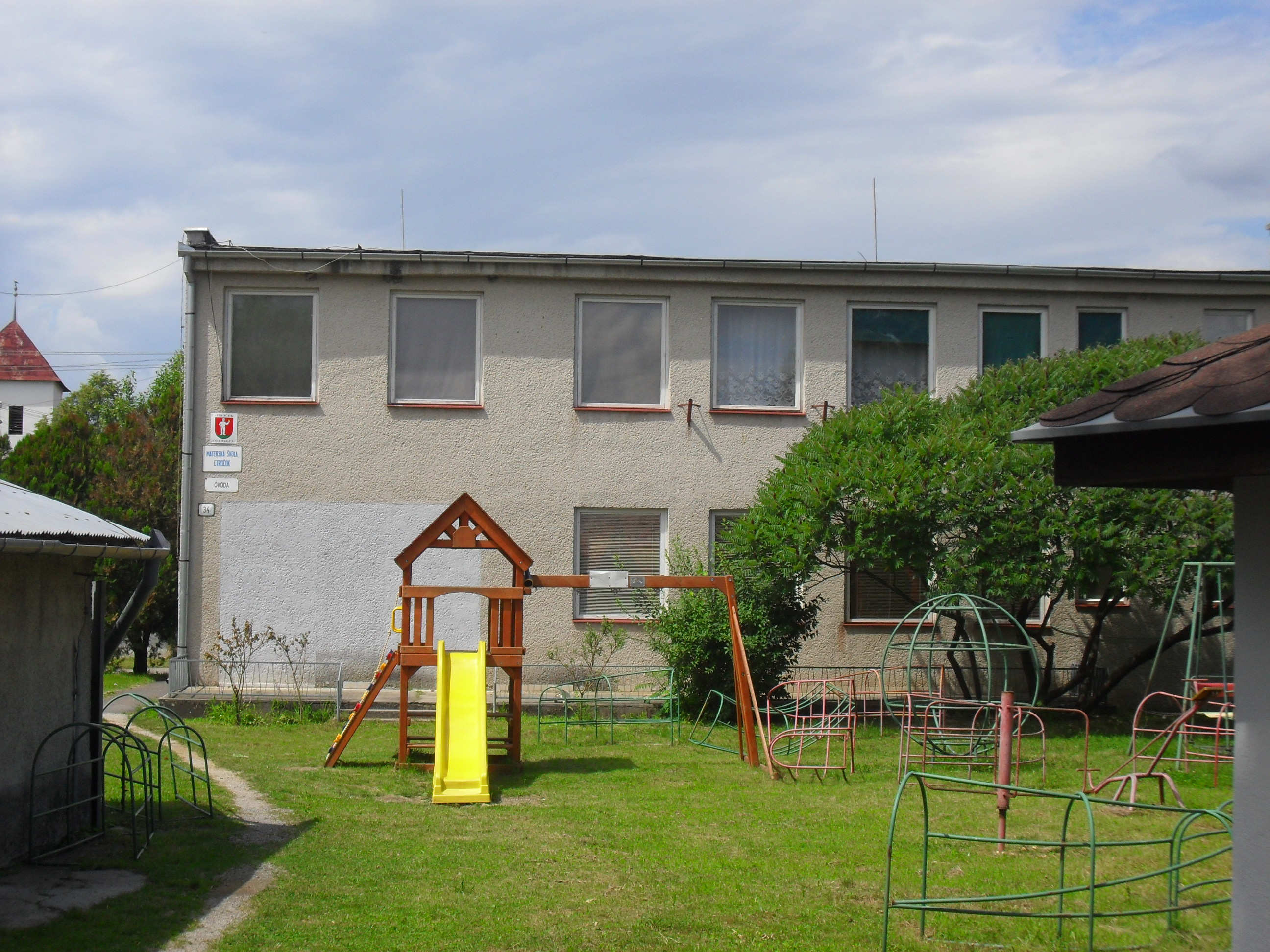
Óvoda
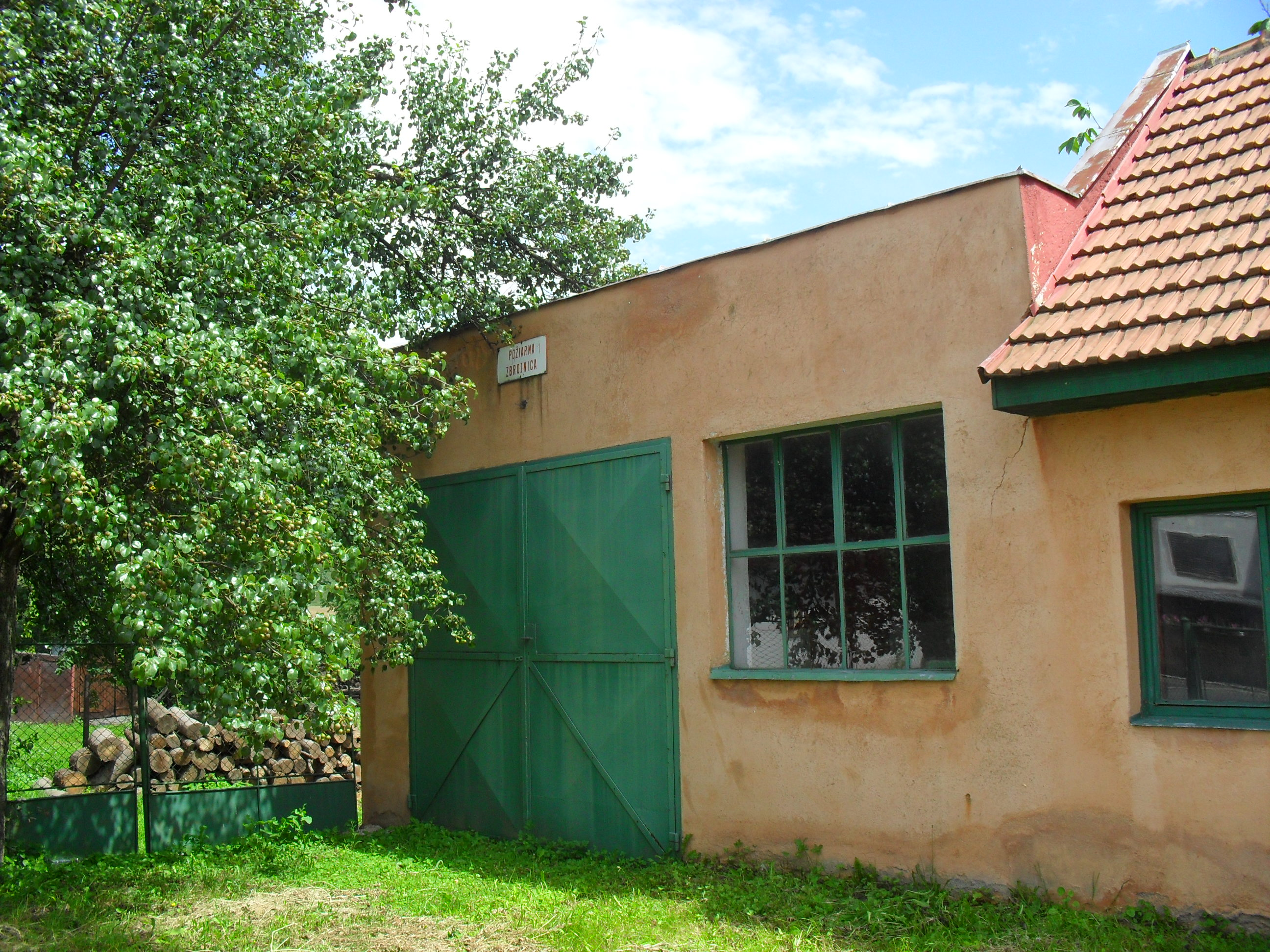
Tűzoltószertár
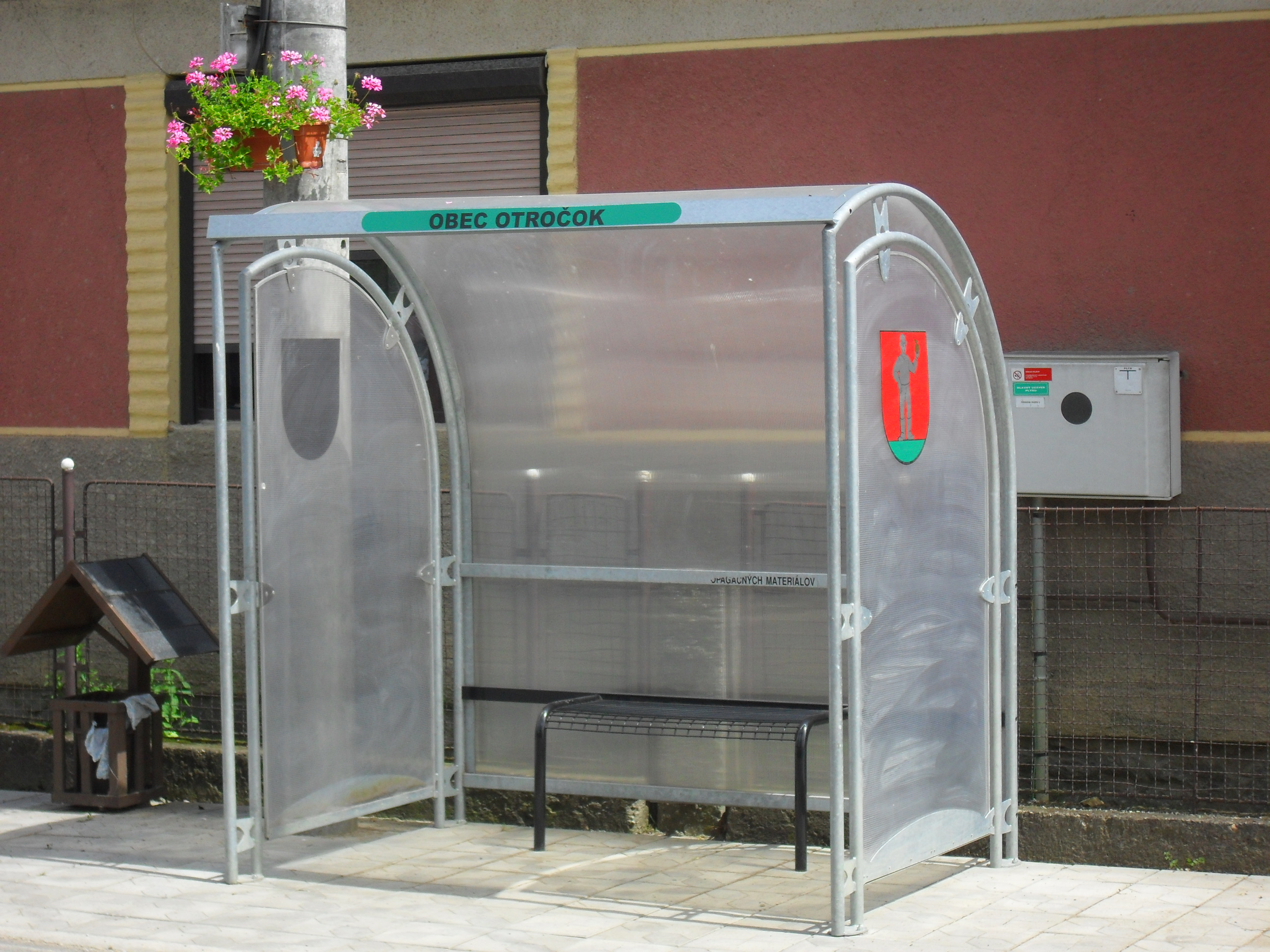
Buszmegálló

### Református templom

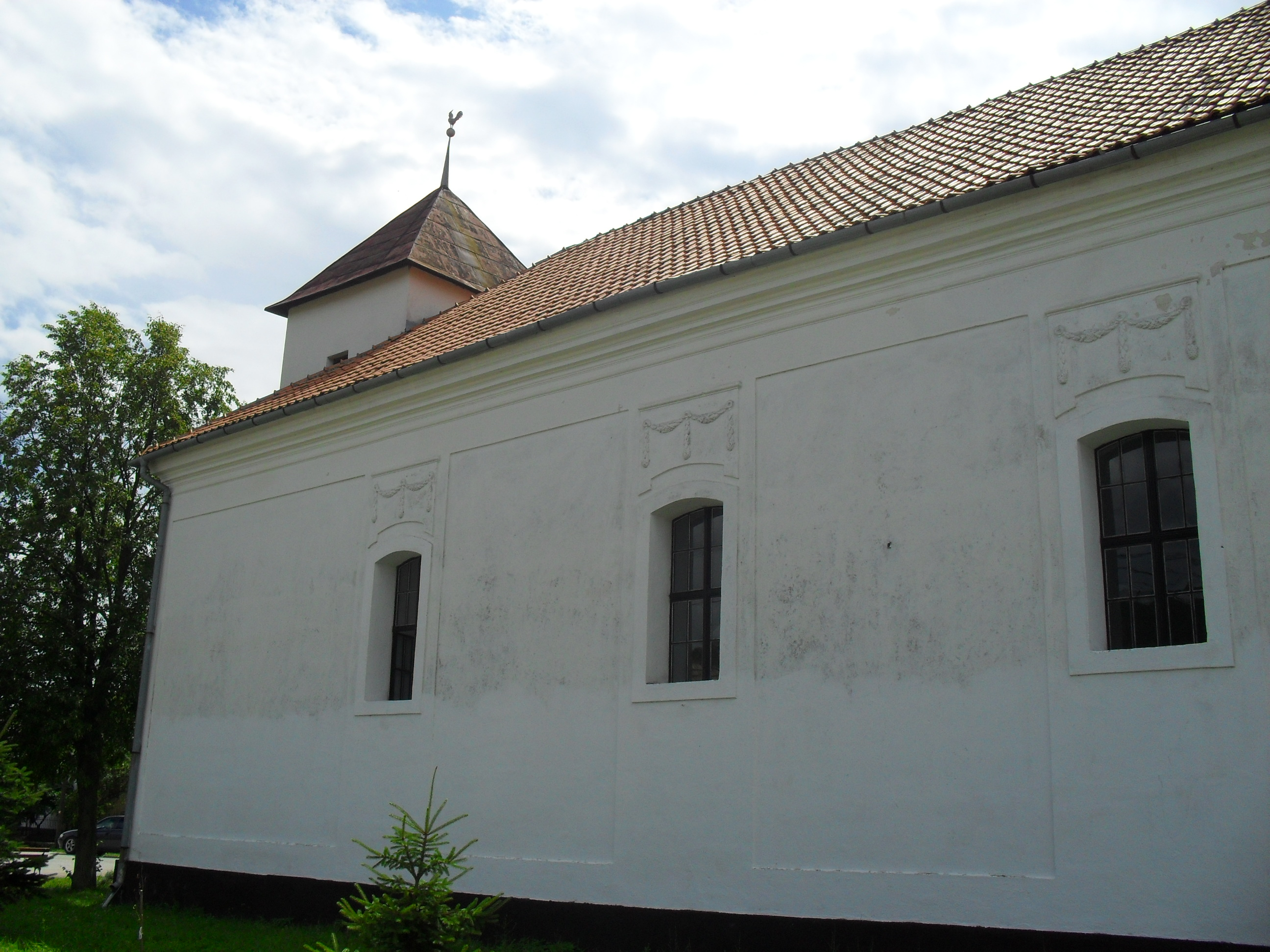
A templom északi oldala
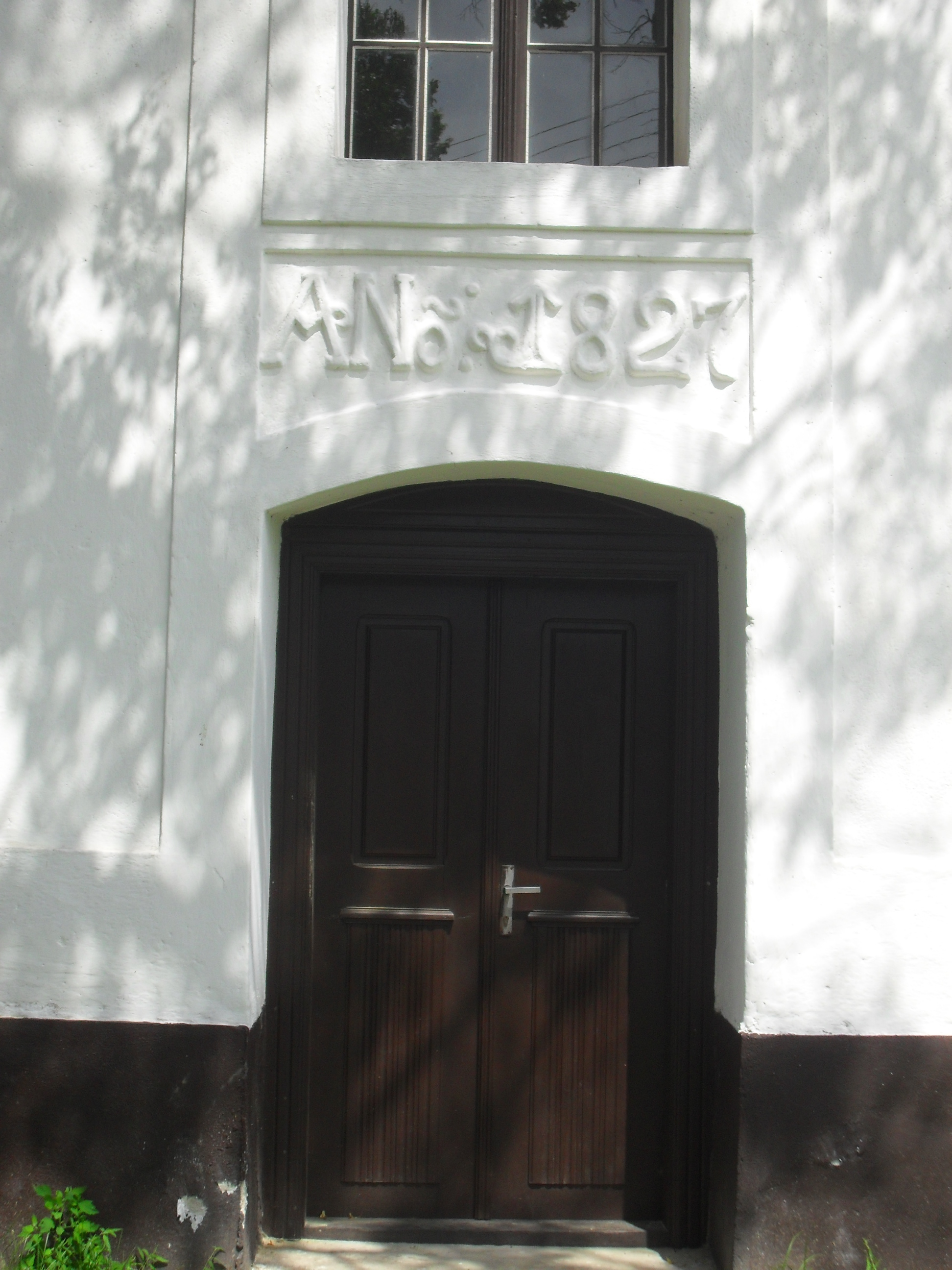
A templom bejárata
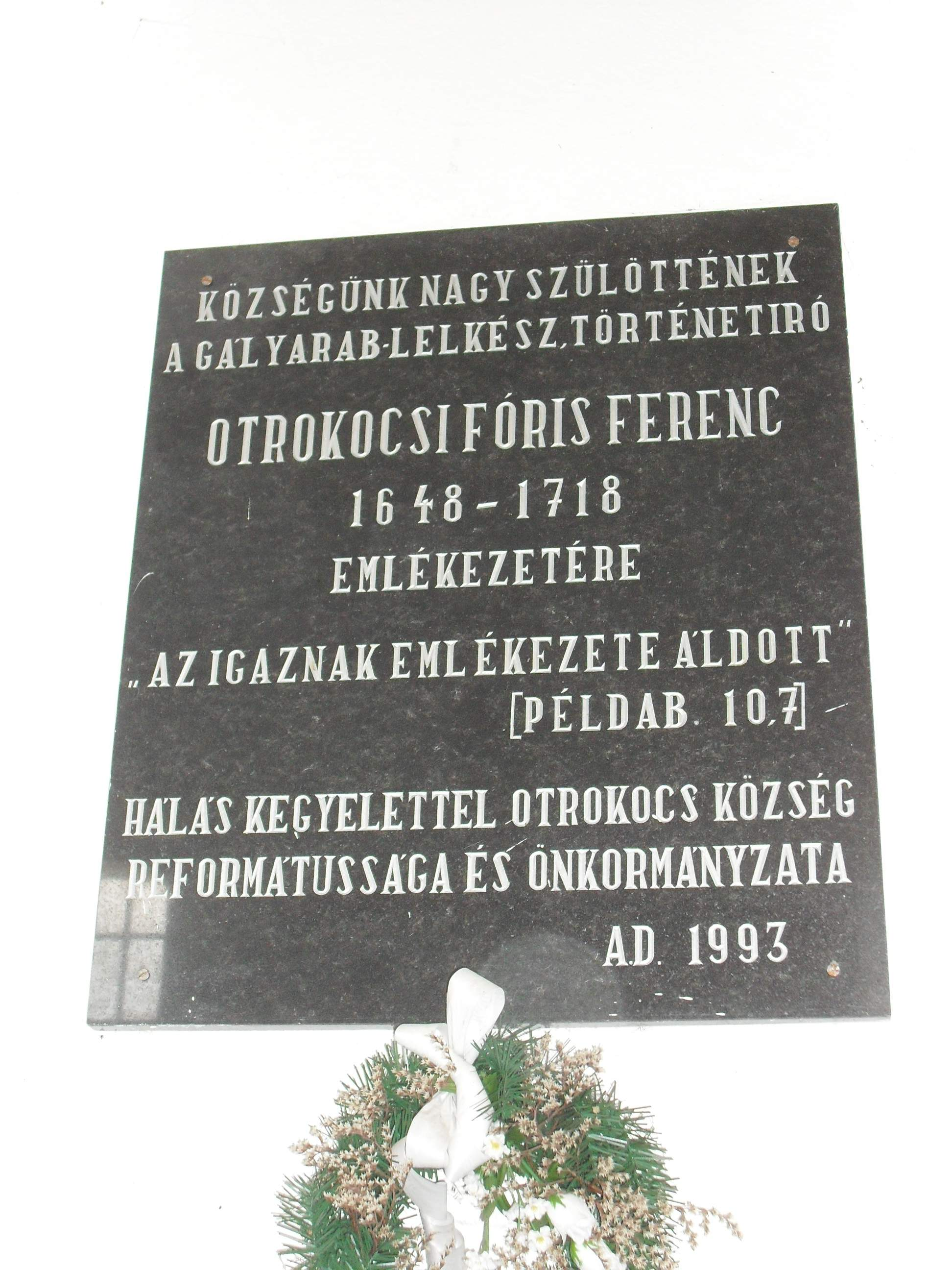
Otrokocsi Fóris Ferenc emléktáblája
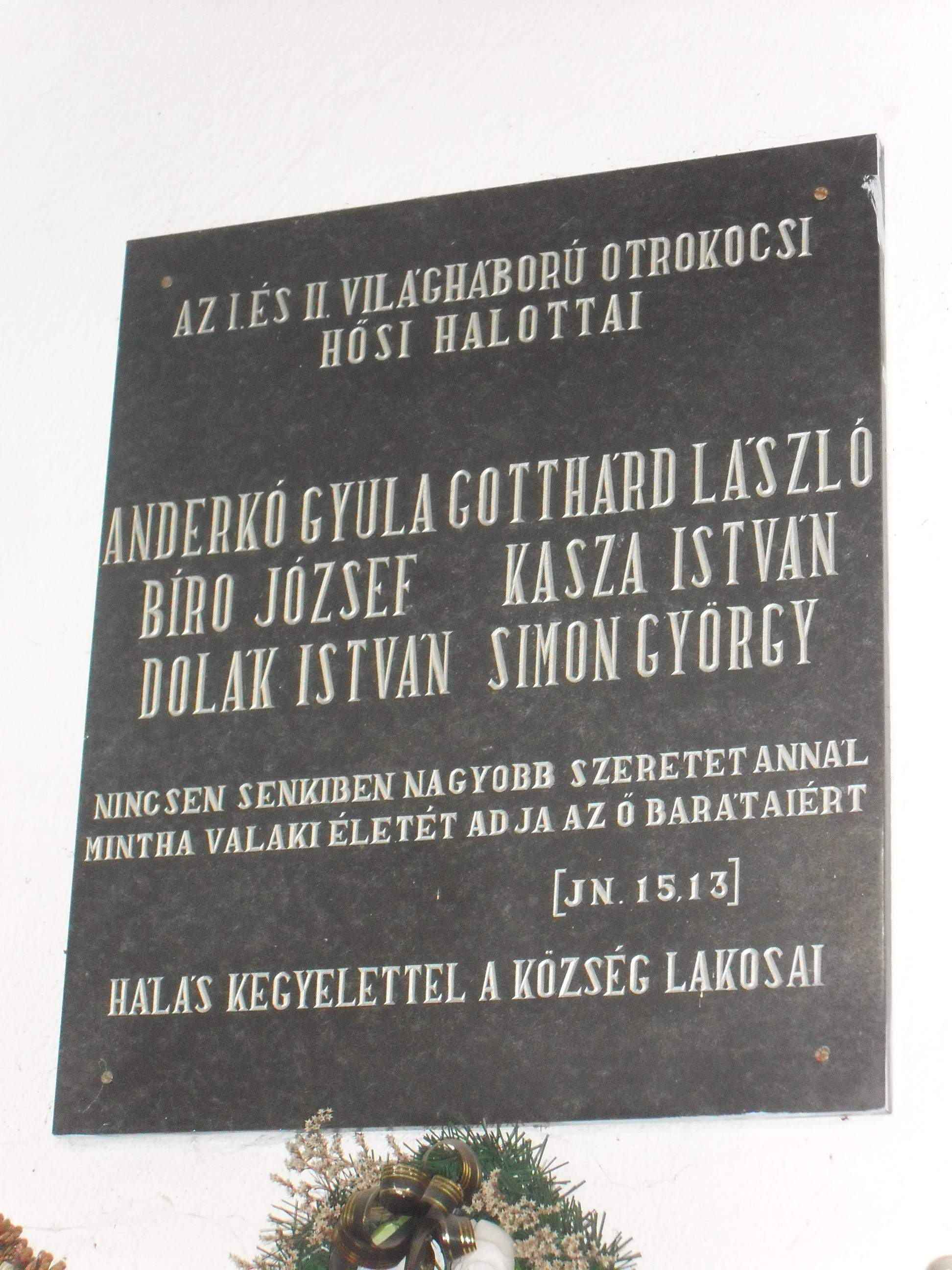
A két világháború áldozatainak emléktáblája
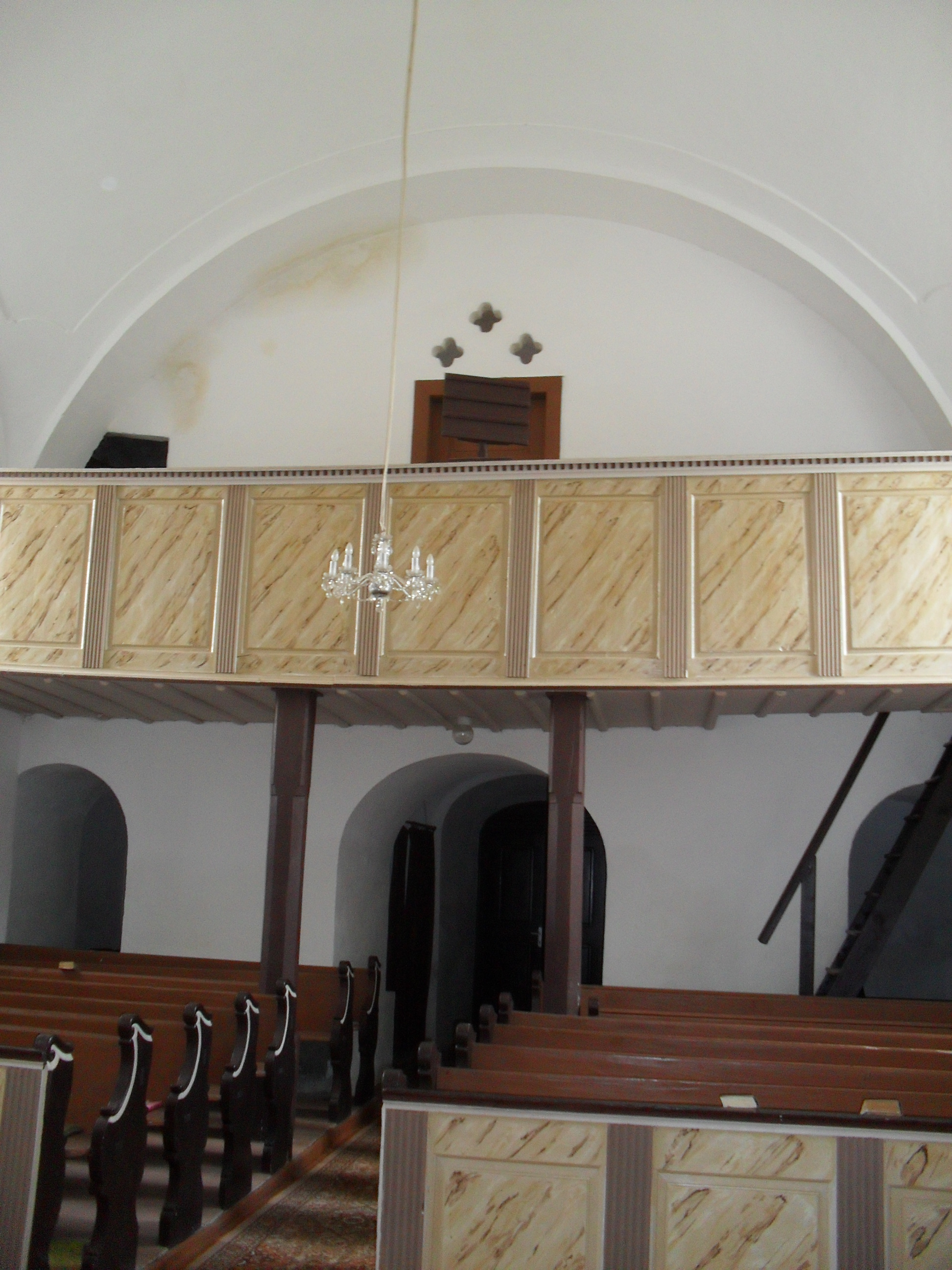
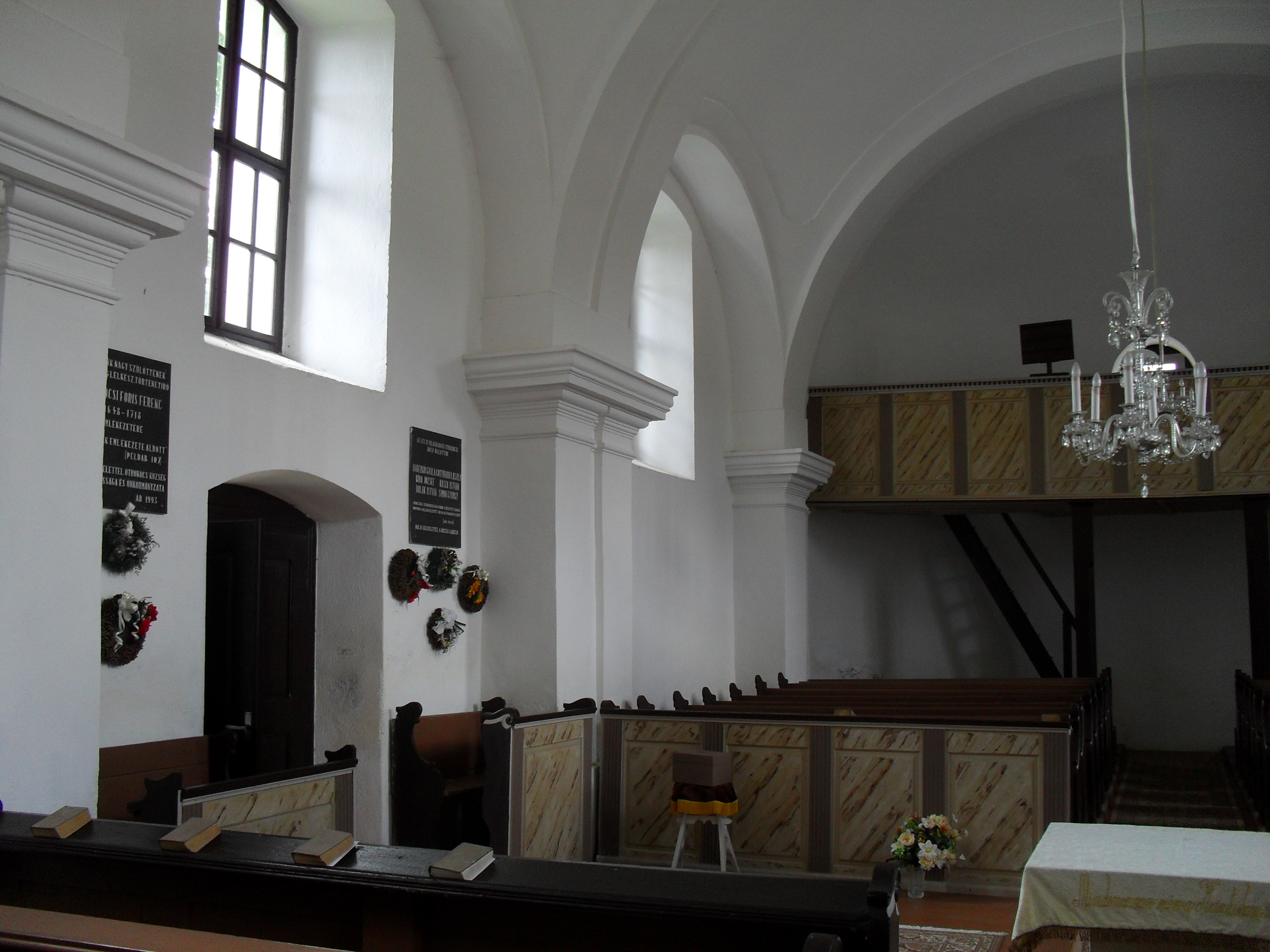
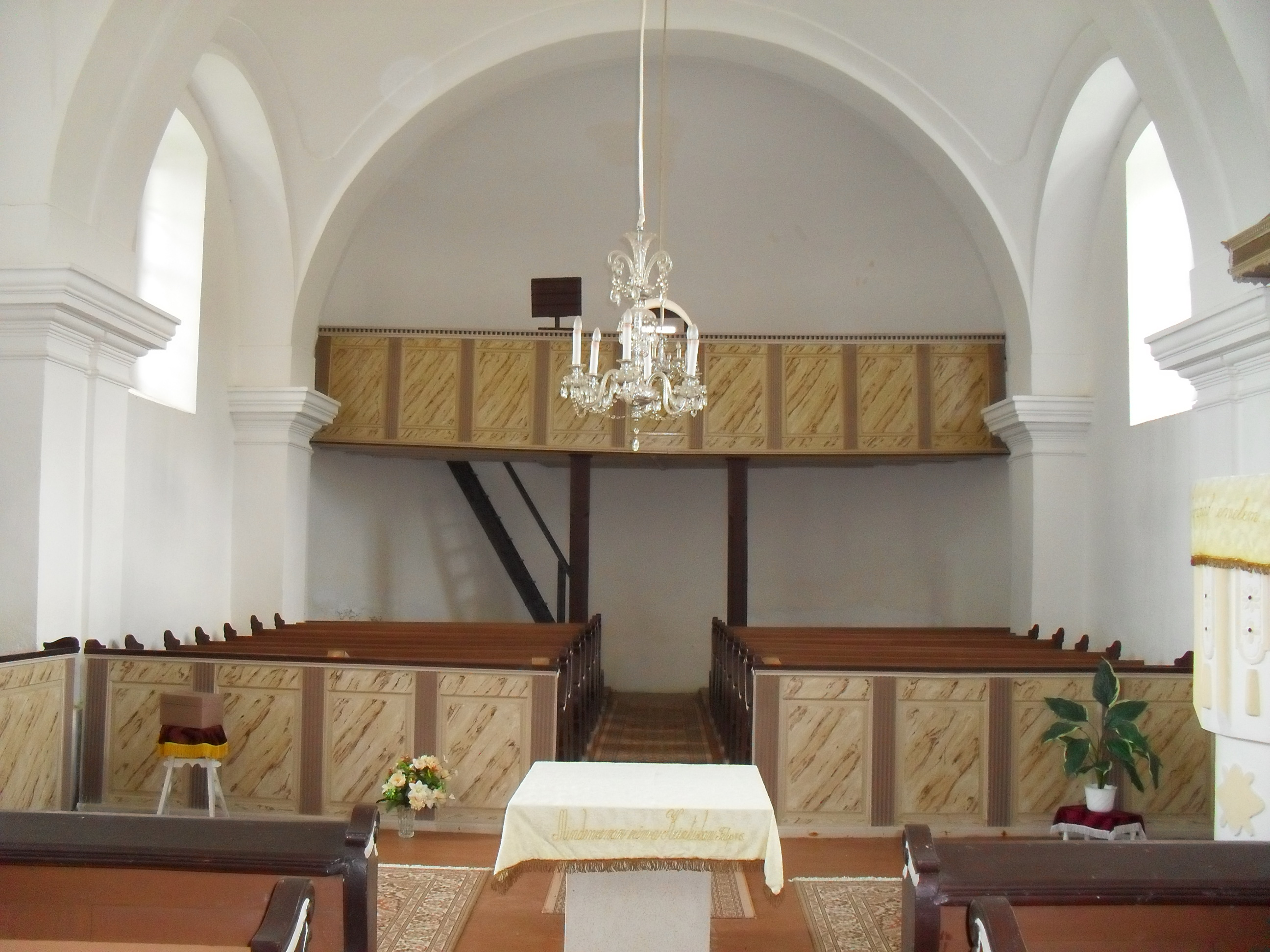

## Külső hivatkozások
- Községinfó
- E-obce.sk Archiválva 2009. november 21-i dátummal a Wayback Machine-ben
- A község a Gömör-Kishonti régió turisztikai honlapján
- Tourist-channel.sk